# Anton Urban
Anton Urban (Sároskőszeg, 1934. január 16. – 2021. március 5.) olimpiai ezüstérmes csehszlovák válogatott szlovák labdarúgó, hátvéd, edző.

## Pályafutása

### Klubcsapatban
1947-ben a Slovan Bratislava korosztályos csapatában kezdte a labdarúgást, majd 1953-ban mutatkozott be az első csapatban. 1954–55-ben Křídla vlasti Olomouc együttesében szerepelt. 1956-ban a ČH Bratislava, 1957 és 1968 között a Slovan Bratislava, 1968–69-ben az osztrák Wacker Innsbruck labdarúgója volt.

### A válogatottban
1959 és 1964 között 20 alkalommal szerepelt a csehszlovák olimpiai válogatottban és egy gólt szerzett. Csapatkapitánya volt az 1964-es tokiói olimpiai játékokon ezüstérmes csapatnak.

### Edzőként
1974 és 1981 között a ZŤS Petržalka, 1981-ben a Slovan Bratislava vezetőedzője volt.

## Sikerei, díjai
Csehszlovákia
- Olimpiai játékok
  - ezüstérmes: 1964, Tokió

 Slovan Bratislava
- Csehszlovák bajnokság
  - 2. (4): 1959–60, 1963–64, 1966–67, 1967–68
  - 3.: 1960–61
- Csehszlovák kupa
  - győztes (3): 1962, 1963, 1968
  - döntős: 1965